# Tinodes curvatus
Tinodes curvatus là một loài Trichoptera trong họ Psychomyiidae. Chúng phân bố ở miền Cổ bắc.